# Boudin

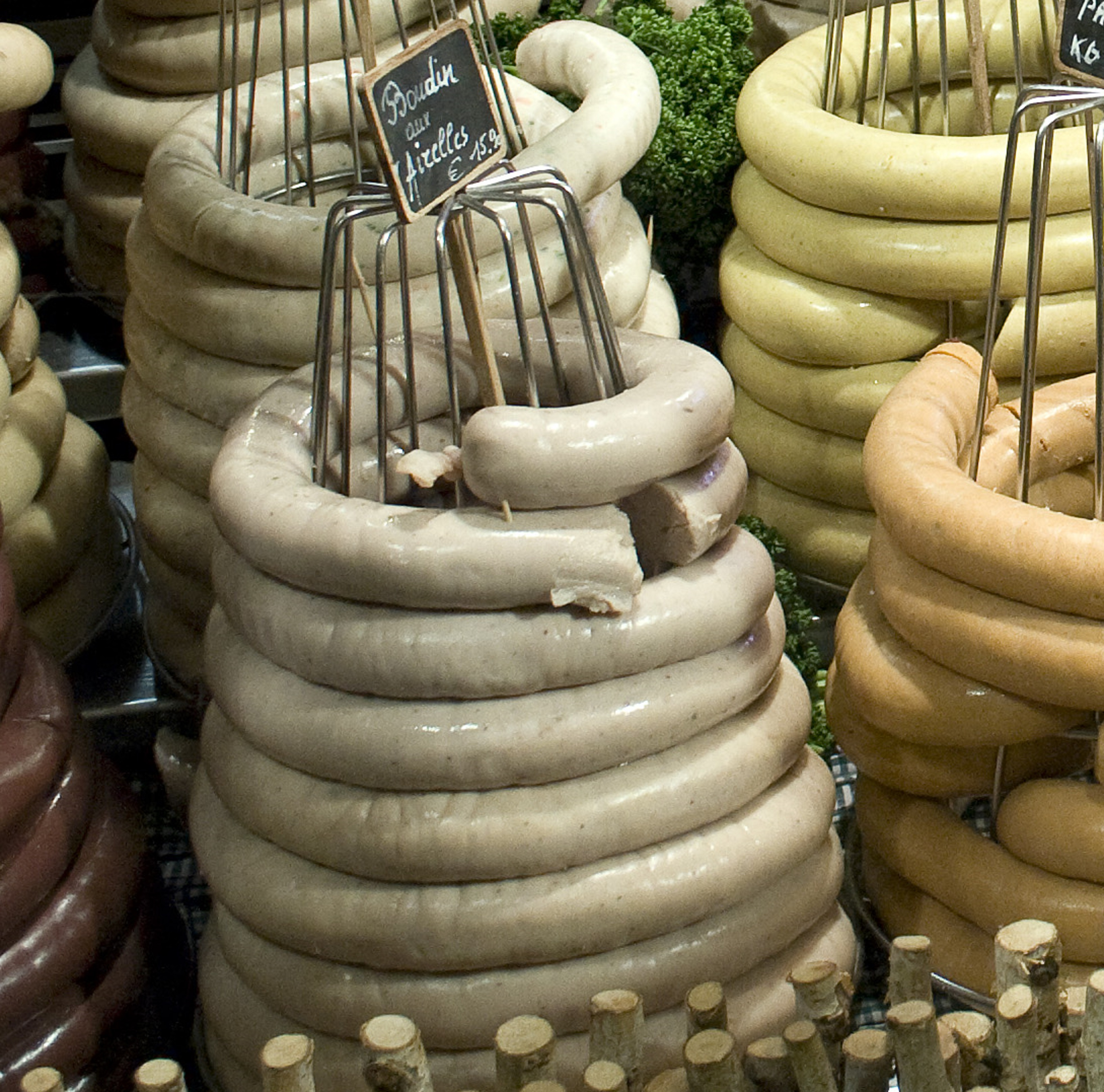
Boudin blanc

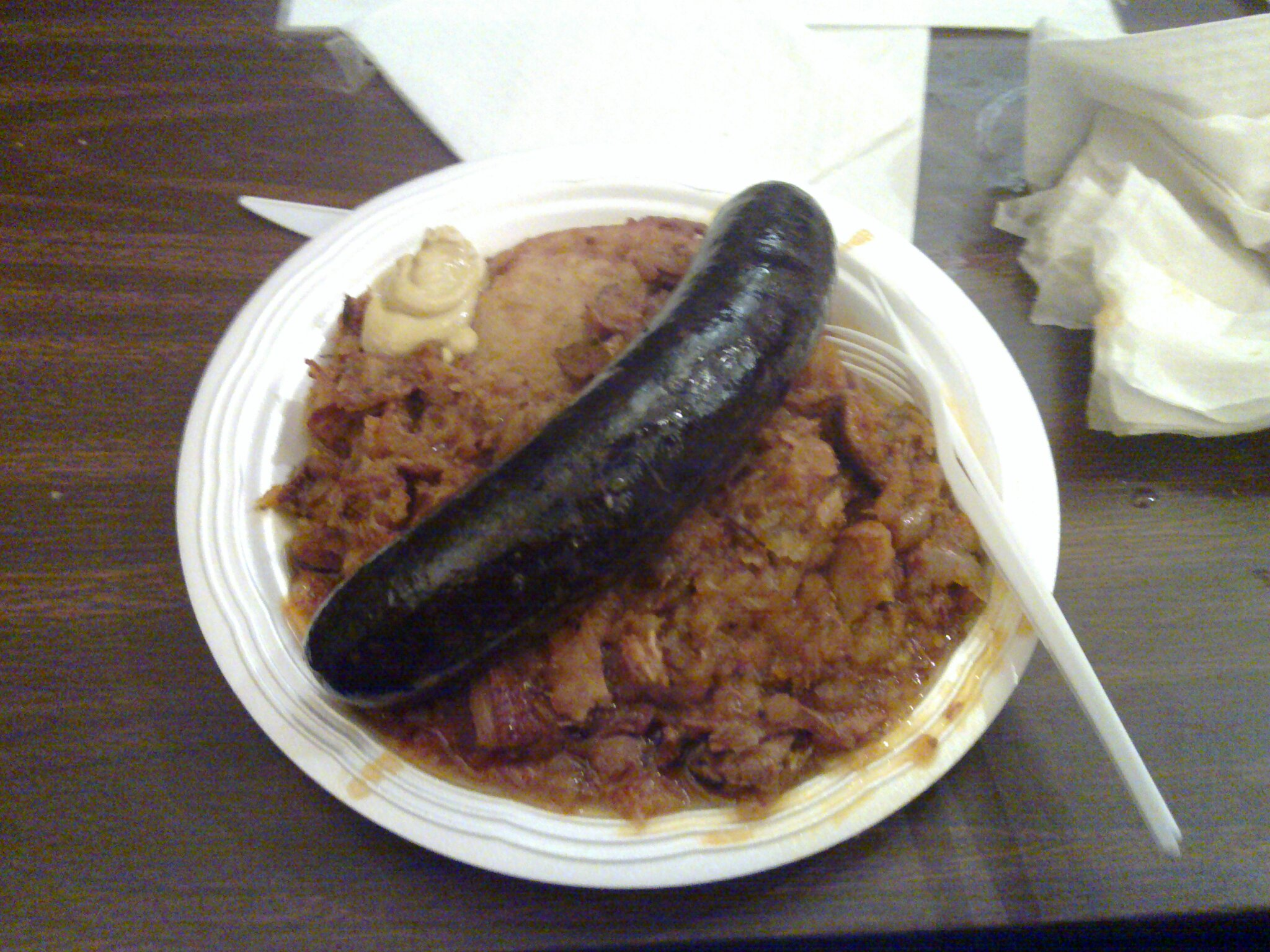
Boudin noir

Boudin é um enchido típico da culinária da França, feito com sangue e gordura de porco (“boudin noir”), ou com carne “branca” e magra (porco, aves, vitela ou caça), ovos, leite, nata e miolo de pão (“boudin blanc”), metido dentro de tripa ou outra parte do tubo digestivo do porco e cozido em água e sal. Para além de haver uma grande variedade destes enchidos na Europa, os cajun da Louisiana produzem igualmente um tipo de boudin, bem conhecido naquela região, geralmente contendo arroz cozido, mas também com muitas variantes.
O antepassado do “boudin noir” — ou do chouriço de sangue — pode vir da Grécia antiga, alegadamente inventado por um cozinheiro chamado Aftonites, de acordo com relato no “De Re Coquinaria”, um tratado de culinária escrito por Apício no século IV. Segundo a tradição, esta iguaria era preparada na altura da matança do porco, tal como ainda hoje se faz em Portugal para preparar a morcela. Já o “boudin blanc” parece ter aparecido nas mesas de Natal de França apenas no século XVII, quando algum cozinheiro teve a ideia de meter em tripa de porco um caldo à base de leite que era tradicional. Uma definição desta iguaria aparece na obra “La charcuterie en France” de René Palou (1956).

## Boudin noir
Para além do sangue e da gordura de porco, o boudin noir pode levar na sua composição várias especiarias e condimentos, assim como vinho, castanhas, acelga, ou outros ingredientes. A mistura é depois introduzida numa parte do tubo digestivo do porco (tripa, estômago) ou de vaca, e o enchido cozido em água fervente com sal; a cozedura está pronta quando o enchido deixa de produzir sangue. Antes da cozedura, a salsicha deve ser picada com uma agulha, nunca com um garfo, para não arrebentar.
Algumas variedades de boudin noir:

### França
- Boudin de Strasbourg (Alsácia) — além do sangue e da gordura, leva língua de porco e tem um sabor a fumado
- Boudin périgourdin (Aquitânia) — pouca gordura e consistência crocante
- Boudin d’Auvergne
- Boudin de Bourgogne — com leite fresco e arroz
- Boudin de Paris, ou boudin-de-cebola — é feito com um terço de sangue, um terço de gordura e um terço de cebola cozinhada, podendo levar ainda outras partes do porco[6]
- Boudin audois (Languedoc-Roussillon)
- Boutifar ou boutifaron (Languedoc-Roussillon) — sabor forte dos pimentos (ver também botifarra da Catalunha)
- Boudin de Nancy (Lorraine)
- Boudin du Sud-ouest (Midi-Pyrénées)
- Boudin coutançais (Normandie) — bastante gordo e crocante quando grelhado
- Boudin de Saint-Romain-de-Colbosc (Normandie) — com cebola e nata, servido frito até a pele estalar, com calvados e crème fraîche
- Boudin angevin (Pays de la Loire) — perfumado com legumes e ervas
- Boudin du Poitou (Poitou-Charentes) — suave e perfumado com ervas e espinafre
- Boudin marseillais (Provence Alpes Côte d'Azur)
- Boudin de Lyon (Rhône-Alpes) — com nata; sabor marcado pelas cebolas e acelgas
- Boudins créoles et antillais — o sangue é ligado com miolo de pão molhado em leite e especiarias salteadas em óleo, incluindo a malagueta[7]
- O boudin noir da Córsega (“sangui”, em língua corsa) é tradicionalmente servido durante o Natal, acompanhado de “pulenda” (não confundir com polenta, a pulenda é uma espécie de pão feito com farinha de castanhas); o boudin é preparado misturando o sangue com um refogado de cebola, acelga, hortelã-pimenta, sal, pimenta-preta, cravinho e pedaços de toucinho, podendo ser acrescentados outros ingredientes, como alho, aipo, alho-porro, passas de uva, nozes, mioleira de porco ou de cabrito, nata ou sumo de medronhos; a mistura é colocada dentro da tripa, atada, escaldada por duas vezes, deixando arrefecer no intervalo, e finalmente cozida em fogo muito brando até que, picando com uma agulha, não saia sangue.[8]
- A trulle é uma variante niçoise do tradicional boudin noir, com pouca carne adicionada ao sangue, mas com acelga e arroz; pode servir-se fria ou quente[9]
- Jimboura (ou gimboura) é uma sopa do Périgord à base de boudin ou de sangue, feita durante a matança do porco.

## Boudin blanc
É um produto de charcuteria composto duma mistura de carnes e de panade, uma preparação com leite, miolo de pão ou outra forma de amido, por vezes ovos e uma gordura, que pode ser nata, manteiga ou banha. De acordo com o código da charcuteria francesa, a proporção de amidos não deve ultrapassar 5% do peso total do produto. Outros produtos que podem ser incluídos são as chalotas, salsa, louro, tomilho, cravinho, noz-moscada, cebola, cenoura, castanha, cogumelos (trufas ou champignons forestiers), canela, água-de-flor-de-laranjeira, baunilha e um produto alcoólico como o vinho-do-porto, madeira, kirsch ou outro. O boudin blanc é normalmente cozido, como o chouriço-de-sangue, mas depois pode ser servido frito ou grelhado.
Existem vários tipos, não só em França, que podem ser considerados “boudin blanc”:
- A “weisswurst” alemã, feita com carne de vitela, ovos e nata; é normalmente servida com pão de centeio e mostarda
- "White pudding" de Lancashire, na Irlanda, normalmente consumido ao pequeno-almoço, frio, grelhado ou em sanduíche
- O boudin blanc de Liège, na Bélgica, é um produto artesanal à base de carne de porco, com um tempero de manjerona
- O boudin blanc havrais é uma especialidade da Normandia, composto de gordura de porco, leite, ovos, miolo de pão e farinha; é o mais próximo do caldo de leite do Natal, da Idade Média
- O boudin blanc d’Essay, na Baixa-Normandia, é fabricado com presunto fresco, leite, ovos e diversos condimentos; é normalmente consumido grelhado
- O boudin blanc du Mans, feito com carne e gordura de porco, como o de Rethel, mas com salsa e cebola
- O boudin blanc de Toulouse, feito com carne de aves, de porco e pelo menos 20% de gordura de pato ou de ganso; pode ser aromatizado com trufas e conhaque
- O boudin blanc de Quercy leva apenas carne da cabeça do porco, amiláceos e trufas
- O boudin blanc catalão, especialidade dos Pirenéus Orientais, rico em ovos e ervas e sem nenhum amido
- O “malsat” é uma especialidade do sudoeste, feita com peito de porco, carne de salsicha, panade, ovos e ervas
- A “bougnette de Castres” do Tarn é parecida com o “malsat” na sua composição, mas o recheio é enrolado em mesentério de porco e assado no forno
- O “coudenou de Mazamet” é outra especialidade do Tarn em que o recheio é principalmente composto de pele da barriga do porco e duma panade rica em ovos
- O boudin blanc à la Richelieu não é propriamente um enchido, mas é servido em toda a França e consiste em carne e fígado de aves, carne de vitela e foie-gras, metido em pequenos envelopes de mesentério e ornamentado com trufas.

## Cajun boudin
O boudin dos cajun é uma preparação com arroz cozido, carne de porco ou mariscos, cebola, pimento verde e vários condimentos, normalmente metida numa tripa ou outro material próprio para enchidos; no entanto, as “bolas-de-boudin”, sem serem transformadas em enchido, são também populares. O boudin pode ser consumido fresco, curado ao ar livre ou fumado, e tradicionalmente servido ao pequeno-almoço com “cracklins” (torresmos).
Tal como na culinária da França, há dois tipos principais de boudin na Louisiana: o “red”, que incorpora o sangue fresco do porco recém-sacrificado, e o “white”, que não leva sangue. Algumas preparações incluem, não só a carne do porco, mas também partes da cabeça, barriga e fígado. Outras versões menos tradicionais, mas completamente dentro do espírito da culinária cajun, incluem “crawfish” (lagostim de água doce), camarão, galinha ou carne de Alligator mississippensis, o crocodilo do Mississippi.
As “bolas-de-boudin” podem ser feitas diretamente com a mistura de carne e temperos, ou retirando o recheio de salsichas de boudin e fazendo-o em bolas. Normalmente são passadas por pão ralado e fritas, por vezes num recipiente com óleo aquecido no forno.